# Racu (gmina)
Racu (węg. Csíkrákos, w tłumaczeniu: Miejsce z krabami z Csik) – gmina w Rumunii, w okręgu
Harghita, na terenie Seklerszczyzny w regionie etniczno–kulturowym wschodniej Transylwanii.
Gmina została utworzona w 2004 roku poprzez wydzielenie z gminy Siculeni.